# The Message Is Love
The Message Is Love è il decimo album del cantante statunitense Barry White, pubblicato nel 1979 dalla Unlimited Gold.

## Storia
È stato il primo lancio di White con la propria etichetta affiliata alla CBS, la Unlimited Gold, seguente il suo allontanamento dopo molti anni dalla casa discografica 20th Century, e l'aspettativa fu molta. Tuttavia l'album provocò una certa delusione sia nella critica che nel pubblico. Nell'evidente mancanza di un singolo di successo che risollevasse le vendite, l'album stazionò fuori dalla top ten R&B (posizionandosi al #14) e riuscì a raggiungere solo il #67 nella classifica Pop. Lo scarso successo dell'album pose le basi per la crisi della carriera musicale di Barry White negli anni '80, che lo vedrà non riuscire a piazzare nessun altro album nella Billboard Hot 100 durante tutto il decennio.

## Tracce
1. It Ain't Love, Babe (Until You Give It) (Politi, White) - 4:23
2. Hung Up in Your Eyes (Politi, White) - 4:12
3. You're the One I Need (Hudman, White) - 4:25
4. Any Fool Could See (You Were Meant for Me) (Politi, White) - 4:49
5. Love Ain't Easy (Politi, White) - 5:40
6. I'm on Fire (Jason) - 5:45
7. I Found Love (Politi, White) - 7:01

## Singoli
- "Any Fool Could See (You Were Meant for Me)" (US R&B #37)
- "It Ain't Love, Babe (Until You Give It)" (US R&B #58)
- "Love Ain't Easy" (US R&B #75)